# Taeko Kitani
Taeko Kitani was een schaatsster uit Japan. 

## Resultaten

### Wereldkampioenschappen
| Jaar | Jaar     | Plaats    | Resultaten  | Resultaten                              |
| ---- | -------- | --------- | ----------- | --------------------------------------- |
| 1936 | Allround | Stockholm | 5e Allround | 12e 500 m 5e 1000 m 3e 1500 m 3e 3000 m |

### Japanse kampioenschappen
| Jaar | Resultaten |
| ---- | ---------- |
| 1935 | Allround   |
| 1937 | Allround   |

## Persoonlijke records
| Afstand    | Tijd     | Datum           | Baan      |
| ---------- | -------- | --------------- | --------- |
| 500 meter  | 57,90    | 18 januari 1936 | Oslo      |
| 1000 meter | 1.54,90  | 31 januari 1937 | Kamofu    |
| 1500 meter | 2.59,00  | 18 januari 1936 | Oslo      |
| 3000 meter | 6.17,80  | 1 februari 1936 | Stockholm |
| 5000 meter | 10.20,30 | 1 februari 1936 | Stockholm |